# Asteromonadaceae
Asteromonadaceae, porodica zelenih algi u redu Chlamydomonadales. Ime je dobila po rodu Asteromonas. Ukupno oko 10 vrsta u 6 rodova.

## Rodovi
1. Asteromonas A.Artari
2. Aulacomonas Skuja
3. Collodictyon H.J.Carter
4. Pseudostephanoptera Proshkina-Lavrenko
5. Tetraptera A.Rasumov
6. Triptera A.I.Proshkina-Lavrenko

## Vanjske poveznice
|  | Wikivrste imaju podatke o taksonu Asteromonadaceae |